# Чалкер, Джек Бриджер
Джек Бриджер Чалкер (англ. Jack Bridger Chalker; 10 октября 1918, Лондон, Англия, Великобритания — 15 ноября 2014, Бледни, Сомерсет, Англия, Великобритания) — британский педагог и художник, известный прежде всего своими работами, иллюстрировавшими жизнь военнопленных на строительстве бирманской железной дороги во время Второй мировой войны.

## Биография

### Молодые годы и образование
Джек Бриджер Чалкер родился 10 октября 1918 года в Лондоне. Его отцом был Альфред Колки Чалкер — мастер станции «Кристал Пэлас» железной дороги Лондона, Брайтона и Южного побережья, удостоенный звания Кавалера Ордена Британской империи за работу на транспорте в годы Первой мировой войны.
После посещения Школы Аллейна в Далвиче и обучения графике и живописи в колледже «Голдсмитс», Джек Чалкер выиграл стипендию для учёбы в художественной школе Королевского колледжа искусств в Лондоне. Однако он не смог начать учёбу из-за начала Второй мировой войны. В 1939 году Чалкер вступил в Королевскую полевую артиллерию.

### Военная служба
Через месяц после прибытия в Сингапур, 15 февраля 1942 года, бомбардир Чалкер был захвачен в плен японскими войсками во время обороны города. Сначала он содержался в тюрьме Чанги, а затем в двух лагерях, и 8 месяцев спустя был отправлен в Таиланд на работы по строительству бирманской железной дороги. После пятидневной поездки по железной дороге из Сингапура в железном вагоне, в котором в удушающей жаре находилось 32 человека, Чалкер прибыл в лагерь у реки Коньу.
Во время 200-километрового марша до Канчанабури Чалкер смог выкрасть бумаги и рисовальные принадлежности, с помощью которых изображал пленных, страдающих от болезней, голода и пыток. Находясь под угрозой жестокого избиения или убийства, он смог сохранить в тайне более ста картин и рисунков, сделанных во время плена с 1942 по 1945 год, пряча их в стенах бамбуковых хижин или в ножных протезах своих товарищей. На строительстве 258-мильной железнодорожной линии от Бангкока до Рангуна тысячам заключённых иногда приходилось работать по 16 часов в день, держась только на 250 граммах риса, постоянно борясь за выживание и сталкиваясь с дизентерией, язвами, малярией, а также казнями, унижениями и пытками. Однажды кореец-охранник поймал Чалкера за работой и заставил порвать свои эскизы. Его избивали в течение двух дней, однако позже Чалкер обнаружил свои рисунки нетронутыми в куче тряпья. Когда комендант лагеря узнал о его таланте, Чалкеру выдали кисти и краски, после чего ему пришлось рисовать портреты охранников, которые они отправляли своим семьям в Японию.
Через шесть месяцев после начала строительства железной дороги Чалкер заболел малярией и лихорадкой Денге, после чего был отправлен в лагерь Чунгкай, в котором размещалась большая больница для тысяч больных умирающих. Там в 1944 году Чалкер познакомился с австралийским полковником и хирургом Эдвардом Данлопом и согласился помочь ему в работе, делая подробные описания медицинских условий заключённых. В конце 1944 года медицинская бригада Данлопа была переведена в главный госпиталь лагеря Наком-Патона, и Чалкер отправился вместе с ними, продолжив делать записи и рисунки.

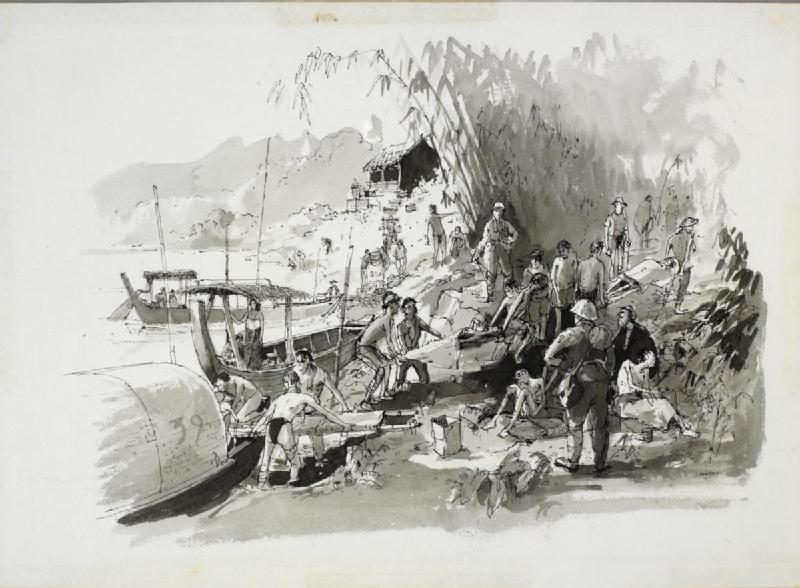
Разгрузка носилок с лодок, прибывших в лагерь Чунгкай. Работа Джека Бриджера.
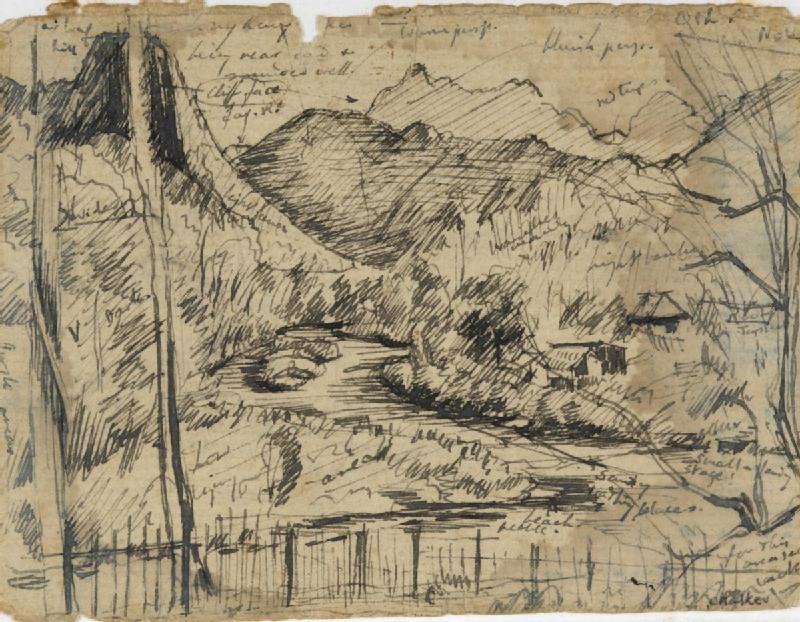
Горы и лес у лагеря близ реки Коньу. Работа Джека Бриджера.
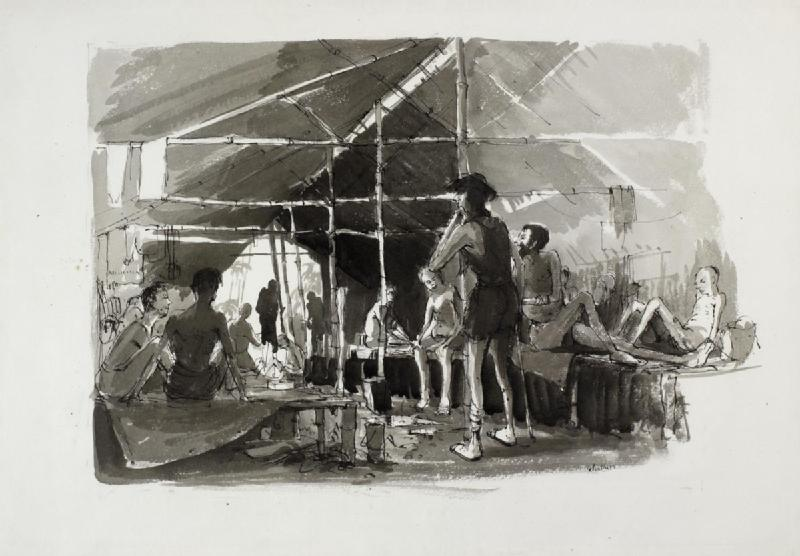
Интерьер палат госпиталя в лагере Чунгкай. Работа Джека Бриджера.

После освобождения в 1945 году Чалкер стал официальным военным художником штаба Армии Австралии в Бангкоке. Работы Чалкера, наряду с произведениями его товарищей-военнопленных Филипа Менински, Эшли Олда и Рональда Сирла, стали уникальными свидетельствами страданий заключённых в ходе строительства железной дороги и были использованы в качестве доказательств на последующем Токийском трибунале по военным преступлениям. Из 180 тысяч азиатских рабочих по призыву и 60 тысяч военнопленных за год строительства железной дороги погибли и были убиты половина наёмных рабочих и 12 399 пленных, из которых более 6300 были англичанами. После войны многие из картин и зарисовок Чалкера были переданы в Австралийский военный мемориал (Канберра) и Имперский военный музей (Лондон).

### Преподавательская деятельность
В декабре 1945 года Чалкер прибыл на корабле в Ливерпуль. После возвращения в Англию он с отличием окончил Королевский колледж искусств. В 1946 году он был назначен директором факультета искусства Дамского колледжа Челтнема, а в 1950 году стал консультантом по искусству графства Корнуолл, также став приглашенным наставником в Колледже печати Челтнема. В 1950 году он стал ректором Колледжа искусств Фалмута и, после нескольких лет работы в качестве консультанта в органах местного самоуправления, в 1958 году занял ту же должность в Колледже искусств в Бристоле. В 1959 году он был избран членом Королевской академии Западной Англии и начал регулярно участвовать в выставках. Помимо этого Чалкер был главным экзаменатором Объединенного совета южных университетов, членом Комитета по управлению образованием искусства и дизайна, Департамента образования и науки, председателем Регионального совета комитета дипломов по Западному региону, подкомитета Регионального совета искусств и комитета по промышленной связи. После того как в 1969 году колледж стал частью Бристольского политехнического института (ныне Университет Западной Англии), Чалкер стал главой факультета искусств и дизайна в новом учреждении и находился на этом посту, пока не вышел в отставку в 1974 году.

### Последующая жизнь
После выхода на пенсию Чалкер стал консультантом по искусству и дизайну Бирмингемского университета. В 1992 году он был избран членом группы «Limbs and Things», занимающейся моделированием человеческих тканей. В то же время Чалкер был медицинским иллюстратором, делал анатомические модели для медицинских компаний и состоял в Обществе медицинских художников Великобритании.
В 2002 году из-за нехватки денежных средств, а также плохого состояния здоровья, вызванного последствиями нахождения в плену, Чалкер продал многие из бирманских эскизов на аукционе «Bonhams», привлёкшем внимание всего мира, выручив более 200 тысяч фунтов стерлингов. В 2003 году ему была присвоена почетная степень от Университета Западной Англии. В 2012 году Чалкер присутствовал на открытии камня из Хиросимы в Национальном мемориальном дендрарии. В последние годы он жил близ Уэлса в Сомерсете
Джек Чалкер скончался 15 ноября 2014 года в возрасте 96 лет в селе Бледни, близ деревни Вуки в Сомерсете.

## Личная жизнь
В 1939 году Чалкер женился на Энн Мод Диксон. У них родился сын, но в 1957 году состоялся развод. В 1950 году он женился во второй раз — на Джилл. У них было двое детей: сын и дочь. После её смерти в 1965 году Чалкер женился в третий раз — на Элен Меррет-Сток.